# Eleazar Guzmán Barrón (distrito)
O Distrito peruano de Eleazar Guzman Barron é um dos oito distritos que formam a Província de Mariscal Luzuriaga, situada no Ancash, pertencente a Região Ancash, Peru.

## Transporte
O distrito de Eleazar Guzman Barron não é servido pelo sistema de estradas terrestres do Peru.